# Lepidopa
Lepidopa is een geslacht van kreeftachtigen uit de klasse van de Malacostraca (hogere kreeftachtigen).

## Soorten
- Lepidopa benedicti Schmitt, 1935
- Lepidopa californica Efford, 1971
- Lepidopa chilensis Lenz, 1902
- Lepidopa deamae Benedict, 1903
- Lepidopa dexterae Abele & Efford, 1972
- Lepidopa esposa Efford, 1971
- Lepidopa haigae Efford, 1971
- Lepidopa luciae Boyko, 2002
- Lepidopa mearnsi Benedict, 1903
- Lepidopa mexicana Efford, 1971
- Lepidopa richmondi Benedict, 1903
- Lepidopa venusta Stimpson, 1859
- Lepidopa websteri Benedict, 1903
- Lepidopa wollebaeki Sivertsen, 1934